# سابرینا لوید
 سابرینا لوید (انگلیسی: Sabrina Lloyd؛ زادهٔ ۲۰ نوامبر ۱۹۷۰) یک بازیگر سینما، و هنرپیشه اهل ایالات متحده آمریکا است.
از فیلم‌ها یا برنامه‌های تلویزیونی که وی در آن نقش داشته است می‌توان به پدری اشاره کرد.